# Тойода Кійтіро

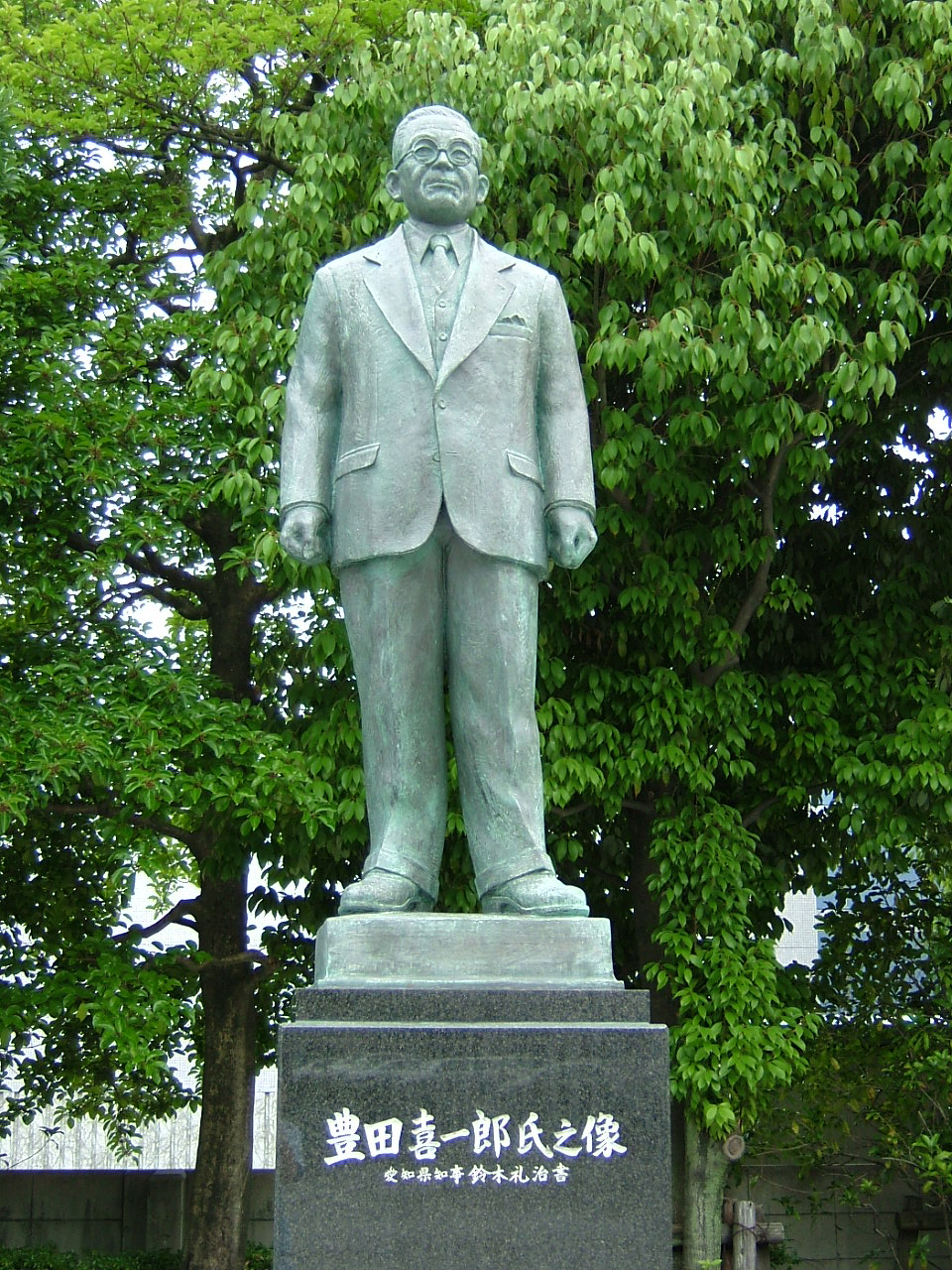
Пам'ятник

Тойода Кіітіро  (яп. 豊 田 喜 一郎)  — засновник фірми Toyota Motor Corporation, TMC, Тойота дзідося Кабусікігайся. Народився 11 червня 1894 імовірно в р. Тойота, префектура Айті, Японія. Помер 27 березня 1952 року.